# Enispe cycnus
Enispe cycnus är en fjärilsart som beskrevs av John Obadiah Westwood 1851. Enispe cycnus ingår i släktet Enispe och familjen praktfjärilar. Inga underarter finns listade i Catalogue of Life.

## Bildgalleri

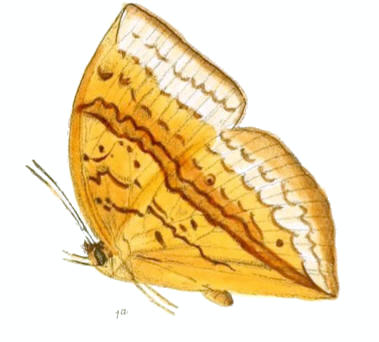
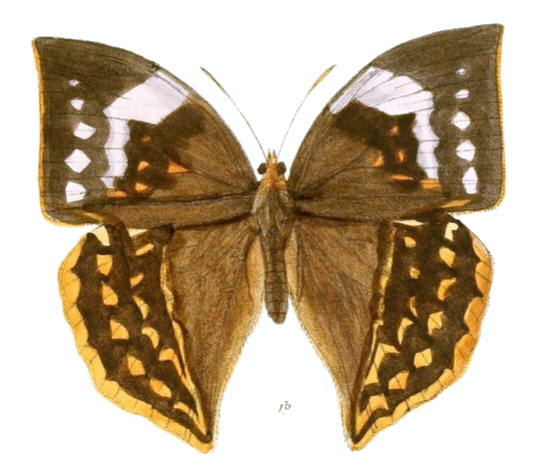
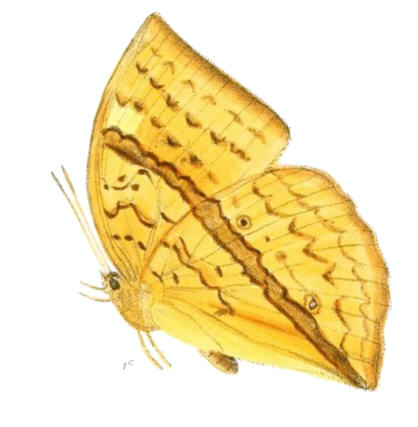